# هاريسون كيلر
هاريسون كيلر (بالإنجليزية: Harrison Keller)‏ هو معلم موسيقى وعازف كمان أمريكي، ولد في 8 أكتوبر 1888، وتوفي في 13 مارس 1979.